# Filthy Pedro
Filthy Pedro est un artiste anti-folk né Simon Parry à Anglesey, Pays de Galles.

## Discographie
- 2004 : In a Hurricane Even a Turkey Can Fly
- 2005 : Filthy Pedro Live in New York
- 2006 : Rock'n Roll Points EP
- 2010 : Gilgamesh
- 2010 : Get Your Beak On
- 2010 : Filthy Pedro and the Carthaginians